# Sirij
Sirij (α CMa / α Canis Majoris / Alfa Canis Majoris) je najsvetlejša zvezda na nočnem nebu. Njegovo ime je izpeljano iz grške besede Σείριος (v latinici Seirios), kar pomeni sijoč ali žgoč. Zvezda ima oznako α Canis Majoris, kar je latinizirano v Alfa Canis Majoris in okrajšano v α CMa ali Alfa CMa. Z navideznim sijem -1,46 je Sirij skoraj dvakrat toliko svetel kot Kanop, naslednja najsvetlejša zvezda. Sirij je binarna zvezda, ki jo sestavljata zvezda glavnega niza spektralnega tipa A0 ali A1, imenovana Sirij A, in spremljevalka, medla bela pritlikavka spektralnega tipa DA2, imenovana Sirij B. Razdalja med obema variira med 8,2 in 31,5 astronomskih enot, medtem ko zakrožita med seboj vsakih 50 let.
Sirij izgleda svetlo zaradi jakosti svojega izseva in tudi bližine Osončju. Na razdalji 2,64 parseka (8,6 svetlobnih let) je sistem Sirija eden od Zemlji najbližjih sosedov. Sirij se postopoma približuje Osončju in pričakuje se, da se bo v naslednjih 60.000 letih rahlo povečal v svetlosti ter dosegel magnitudo -1,68. Po naključju bo Sirij približno v istem času, okrog leta 66.270, zavil kot južna polarna zvezda. Tega leta bo prišel v okvir 1,6 stopinje od južnega nebesnega pola. To se bo zgodilo zaradi precesije enakonočij in lastnega gibanja Sirija, ki počasi potuje v smeri jug-jugozahod in bo zato viden samo z južne poloble. Po tem času se bo njegova razdalja začela povečevati in postal bo bolj medel, vseeno pa bo še približno 210.000 let najsvetlejša zvezda na Zemljinem nočnem nebu; po tem bo postala najsvetlejša zvezda Vega, še ena zvezda tipa A, ki ima močnejši lasten izsev od Sirija.
Sirij A je približno dvakrat toliko masiven kot Sonce (M☉) in ima absolutni izsev +1,43. Je okrog 25-krat bolj žareč od Sonca, vendar ima bistveno nižji sijaj od drugih svetlih zvezd, kot so Kanop, Betelgeza ali Rigel. Sistem je star med 200 in 300 milijoni let. Prvotno sta ga sestavljali dve svetli modrikasti zvezdi. Prvotno masivnejša izmed njiju, Sirij B, je porabil svoje vodikovo gorivo in je postal rdeča orjakinja, nato pa je izgubil svoje zunanje plasti in se je pred okrog 120 milijoni leti sesedel v svoje trenutno stanje kot bela pritlikavka.
Sirij je pogovorno znan kot »Pasja zvezda«, kar odraža njegovo pomembnost v svojem ozvezdju Velikega psa (Canis Major). Sončevo vzpenjanje Sirija je v Starem Egiptu označevalo obdobje poplavljanje Nila, za Stare Grke »pasje dneve« poletja, za Polinezijce, večinoma na južni polobli, pa je zvezda označevala zimo in je bila pomembna referenca za navigacijo po Tihem oceanu.

## Zgodovina opazovanj
Sirij se kot najsvetlejša zvezda na nočnem nebu pojavlja v nekaterih najzgodnejših astronomskih zapisih. Odmaknjenost od ekliptike povzroča, da je zvezdno dvigovanje izjemno pravilno glede na druge zvezde s periodo skoraj natančno 365,25 dneva in je tako konstantno relativno na Sončevo leto. To dvigovanje se pojavi pri Kairu 19. julija (julijanski koledar), s čimer se zgodi tik pred pojavom letnih poplav Nila v antiki. Zaradi nepravilnosti poplav je izjemna natančnost zvezdinega povratka povzročila, da je bila pomembna za stare Egipčane, ki so ga častili kot boginjo Sopdet (starodavnoegipčansko Spdt, »Trikotnik«; starogrško Σῶθις}, Sō̂this), garant rodnosti njihove zemlje.
Stari Grki so opazili, da pojav Sirija kot jutranje zvezde napoveduje vroče in suho poletje in bali so se, da bodo zaradi zvezde rastline ovenele, ljudje ošibili in ženske postale vzburjene. Zaradi svoje svetlosti se je zdelo, da Sirij miglja bolj v nestabilnih vremenskih razmerah zgodnjega poletja. Za grške opazovalce je bilo to znak, da izžarevanje povzroča škodljiv vpliv. Vsak, ki je trpel zaradi njegovih učinkov naj bi bil »zadet od zvezde« (ἀστροβόλητος, astrobólētos). V literaturi je bil opisan kot »goreč« ali »žareč«. Obdobje po ponovni pojavitvi zvezde je bilo znano kot »pasji dnevi«. Prebivalci otoka Kea v Egejskem morju so Siriju in Zevsu ponudili daritve, da bi jim prinesla hladne vetrove in so čakali na ponovno pojavitev zvezde poleti. Če je vzšla čista, naj bi napovedala srečo; če je bila meglena ali medla, naj bi napovedala kužne bolezni. Na kovancih, pridobljenih z otoka iz 3. stoletja pred našim štetjem, so upodobljeni psi ali zvezde z izžarevajočimi žarki, kar poudarja pomen Sirija.
Rimljani so praznovali zvezdno lego Sirija okrog 25. aprila tako, da so boginji Robigo žrtvovali psa skupaj s kadilom, vinom in ovco, tako da zvezdino izžarevanje to leto ne bi povzročilo pšenične rje na nasadih pšenice.
Svetle zvezde so bile pomembne za antične Polinezijce za navigacijo po Tihem oceanu. Služili so tudi kot znaki zemljepisne širine; deklinacija Sirija se ujema z zemljepisno dolžino otočja Fidži na 17°J in tako prečka neposredno nad otoki vsak siderski dan. Sirij tudi služi kot telo ozvezdja »Velike ptice«, imenovanega Manu, s Kanopom na južni konici kril in Prokijonom na severni konici kril, kar razdeljuje polinezijsko nočno nebo na dve polobli. Tako kot je pojavitev Sirija na jutranjem nebu v Grčiji označevala poletje, je za Maore označevala začetek zime in njihovo ime Takurua je označevalo tako zvezdo kot letni čas. Kulminacijo zimskega solsticija so na Havajih označevali s praznovanjem, znanim kot Ka'ulua, »Kraljica nebes«. Zabeleženih je veliko drugih polinezijskih imen, vključno s Tau-ua na Markizinih otokih, Rehua na Novi Zelandiji in Ta'urua-fau-papa (»Praznovanje prvih vrhovnih poglavarjev«) ter Ta'urua-e-hiti-i-te-tara-te-feiai (»Praznovanje tistega, ki se dvigne z molitvami in verskimi obredi«) na Tahitiju.

### Kinematika
Leta 1717 je Edmond Halley odkril lastno gibanje do takrat predpostavljenih fiksnih zvezd po primerjavi sodobnih astrometričnih meritev s tistimi iz 2. stoletja našega štetja iz Ptolemajevega Almagesta. Opaženo je bilo, da so se svetle zvezde Aldebaran, Arktur in Sirij močno premaknile; Sirij je napredoval za okrog 30 kotnih minut (približno premer Lune) proti jugozahodu.
Leta 1868 je Sirij postal prva zvezda, pri kateri so izmerili hitrost gibanja, kar je pomenilo začetek raziskovanja nebesne radialne hitrosti. Sir William Huggins je raziskoval zvezdni spekter zvezde in je opazil rdeči premik. Sklenil je, da se Sirij oddaljuje od Sončnega sistema s hitrostjo približno 40 km/s. V primerjavi s sodobno vrednostjo −5,5 km/s je to precenjena vrednost in ima napačen predznak: znak minus pomeni, da se Soncu približuje.

### Oddaljenost
Christiaan Huygens v svoji knjigi Cosmotheoros iz leta 1698 ocenjuje razdaljo do Sirija na 27.664-kratnik razdalje med Zemljo in Soncem (okrog 0,437 svetlobnega leta ali paralaksa okrog 7,5 kotne sekunde). Zvrstilo se je več neuspešnih poskusov izmeriti paralakso Sirija: Jacques Cassini (6 sekund); nekateri astronomi (med drugim Nevil Maskelyne) z uporabo Lacaillovih opazovanj pri Rtu dobrega upanja (4 sekunde); Piazzi (ista vrednost); z uporabo Lacaillovih opazovanj, narejenih v Parizu, bolj številčni in gotovi kot tisti narejeni na Rtu (nobene smiselne paralakse); Bessel (nobene smiselne parlakse).
Škotski astronom Thomas Henderson je uporabil svoja opazovanja, narejena v letih 1832–1833, in opazovanja južnoafriškega astronoma Thomasa Macleara iz let 1836–1837, da je opredelil vrednost paralakse na 0,23 kotne sekunde, napako paralakse pa je ocenil na največ četrtino sekunde, ali kot je pisal Henderson leta 1839, »na koncu koncev lahko zaključimo, da paralaksa Sirija v vesolju ni večja od pol sekunde in verjetno znaša veliko manj.« Astronomi so skozi večino 19. stoletja sprejemali vrednost 0,25 kotne sekunde. Zdaj je znano, da ima paralakso skoraj 0,4 kotne sekunde.
Hipparcosova paralaksa za Sirij pomeni razdaljo okrog 8,6 svetlobnega leta s statistično natančnostjo približno 0,04 svetlobnega leta. Običajno predpostavljamo, da je Sirij B na enaki razdalji. V 3. izdaji katalogov Gaia ima Sirij paralakso z veliko manjšo stopnjo negotovostji, ki pomeni razdaljo 8,709±0,005 svetlobnega leta, vendar je pri njej zabeležena zelo velika vrednost za astrometrični presežni šum, kar nakazuje, da je vrednost paralakse morda nezanesljiva.

### Odkritje Sirija B
V pismu z 10. avgusta 1844 je nemški astronom Friedrich Wilhelm Bessel na podlagi sprememb v lastnem gibanju Sirija sklepal, da ima nevidenega spremljevalca. 31. januarja 1862 je ameriški proizvajalec teleskopov in astronom Alvan Graham Clark prvič opazoval medlega spremljevalca, ki je sedaj znan kot Sirij B. To se je zgodilo med preizkušanjem teleskopa z 18,5-palčno (470 mm) zaslonko za observatorij Dearborn, ki je bil takrat eden od največjih refraktorskih teleskopov na svetu in največji teleskop v ZDA. Opažanje Sirija B je bilo potrjeno 8. marca z manjšimi teleskopi.
Vidna zvezda je zdaj včasih znana kot Sirij A. Od leta 1894 so bile opazovane nekatere očitne orbitalne nepravilnosti v Sirijevem sistemu, kar nakazuje na tretjo zelo majhno spremljevalno zvezdo, toda to ni bilo nikoli potrjeno. Najboljše ujemanje s podatki nakazuje šestletno orbito okoli Sirija A in maso 0,06 Sončeve mase. Ta zvezda bi bila pet do deset magnitud bolj medla kot bela pritlikavka Sirij B, zaradi česar bi jo bilo težko opazovati. Opazovanja, objavljena leta 2008, niso uspela zaznati ne tretje zvezde, ne planeta. Domnevna tretja zvezda je bila opazovana v 20. letih 20. stoletja in naj bi bila po trenutnem prepričanju objekt v ozadju.
Leta 1915 je Walter Sydney Adams s 60-palčnim (1,5 m) reflektorjem na observatoriju Mount Wilson opazoval spekter Sirija B in je določil, da gre za medlo belkasto zvezdo. Na tej podlagi so astronomi sklepali, da gre za belo pritlikavko, šele drugo znano tovrstno zvezdo. Premer Sirija A sta prvič izmerila Robert Hanbury Brown in Richard Q. Twiss leta 1959 pri Jodrell Banku z uporabo zvezdnega intenzitetnega interferometra. Leta 2005 so astronomi z uporabo vesoljskega teleskopa Hubble določili, da ima Sirij B približno tolikšen premer kot Zemlja, 12.000 km, maso pa 102 % Sončeve.

### Razprave o barvi
Okrog leta 150 je Klavdij Ptolemaj iz Aleksandrije, egiptovski astronom grškega rodu iz rimskega obdobja, narisal zvezde v knjigah VII in VIII v svojem Almagestu, v katerem je uporabil Sirij kot lokacijo za globusov centralni poldnevnik. Sirij je opisal kot rdečkast, skupaj s šetimi drugimi zvezdami, Betelgezo, Antaresom, Aldebaranom, Arkturjem in Poluksom, ki so vse trenutno rdeče ali oranžne barve. Diskrepanco je prvi opazil amaterski astronom Thomas Barker, zemljiški posestnik v Lyndonu v Rutlandu, ki je pripravil članek in govoril na sestanku Kraljeve družbe v Londonu leta 1760. Obstoj drugih zvezd s spremenljivo svetlostjo je dal podlago zamisli, da se lahko spreminja tudi njihova barva; sir John Herschel je to opazil leta 1839, pri čemer je bil mogoče pod vplivom tega, da je dve leti pred tem opazil Eto Gredlja. Thomas J.J. See je z izdajo več člankov leta 1892 in s končnim povzetkom leta 1926 ponovno oživil razpravo o rdečem Siriju. Ni navajal samo Ptolemaja, temveč tudi pesnika Arata, govorca Cicerona in generala Germanika, ki so vsi označili zvezdo za rdečo, čeprav priznava, da ni noben od slednjih treh avtorjev astronom in sta zadnja dva samo prevajala Aratovo pesem Phaenomena. Lucij Anej Seneka je Sirij opisal kot globlje rdeč od Marsa. Tako je mogoče, da je rdeča le pesniška metafora za nesrečo. Nemška astronoma Wolfhard Schlosser in Werner Bergmann sta leta 1985 objavila opis lombardskega rokopisa iz 8. stoletja, ki vsebuje De cursu stellarum ratio od sv. Gregorja iz Toursa. Latinski tekst je učil bralce, kako določati čase nočnih molitev na podlagi zvezd in svetla zvezda, opisana kot rubeola (»rdečkasta«), naj bi bila Sirij. Avtorja sta predlagala, da to dokazuje, da je bil Sirij B rdeča orjakinja v času opazovanja. Drugi učenjaki so odgovorili, da se je sv. Gregor verjetno skliceval na Arkturja.
Pomembno je, da niso vsi antični opazovalci videli Sirij kot rdeč. Pesnik Mark Manilij iz 1. stoletja ga je opisal kot »morsko modrega«, enako kot Avienius iz 4. stoletja. Poleg tega so Sirij v antični Kitajski dosledno opisovali kot belo zvezdo: podrobno ponovno branje kitajskih besedil iz 2. stoletja pred našim štetjem je zaključilo, da so vsi zanesljivi viri dosledni s Sirijem kot belo zvezdo.
Ne glede na to pa so zgodovinski viri, ki omenjajo Sirij kot rdečo zvezdo dovolj obširni, da so vodili raziskovalce v iskanje možnih fizikalnih razlag. Teorije spadajo v dve kategoriji: intrinzične in ekstrinzične. Intrinzične teorije predpostavljajo realno spremembo v Sirijevem sistemu v zadnjih dveh tisočletjih, od katerih je najbolj diskutiran predlog, da je bila bela pritlikavka Sirij B pred 2000 leti rdeča orjakinja. Ekstrinzične teorije se ukvarjajo z možnostjo prehodnega rdečenja v vmesnem mediju, skozi katerega je zvezda opazovana, npr. takšen, ki ga je povzročil prah v medzvezdni snovi ali delci v ozraćju.
Možnost, da bi zvezdni razvoj bodisi Sirija A, bodisi Sirija B, lahko povzročil diskrepanco, je bila zavrnjena zaradi tega, ker je časovnica nekaj tisoč let veliko prekratka in da ni znakov megličasti v sistemu, ki bi bila prisotna v primeru, da bi se zgodila takšna sprememba. Prisotnost tretje zvezde z zadostno svetlostjo, da bi vplivala na vidno barvo sistema, je podobno neskladna z opazovanji. Intrinzične teorije lahko tako odpravimo. Ekstrinzične teorije na osnovi rdečenja zaradi medzvezdnega prahu so podobno malo verjetne. Prehodni oblak prahu, ki bi potoval med Sirijevim sistemom in opazovalcem na Zemlji, bi sicer do določene mere res pordečil podobo zvezde, vendar bi rdečitev, zadostna, da bi se pojavila podobno barvi kot intrinzično rdeče svetle zvezde, kot sta Betelgeza ali Arktur, tudi znatno zameglila zvezdo, kar se ne sklada z zgodovinskimi podatki: zameglitev bi bila zadostna, da bi napravila barvo zvezde nezaznavno za človeško oko brez pomoči teleskopa.
Ekstrinzične teorije na podlagi optičnih učinkov v ozračju so bolje podprte z razpoložljivimi dokazi. Scintilacije, ki jih povzročajo atmosferske turbulence, vodijo v hitre, prehodne spremembe v navidezni barvi zvezde, zlasti ko opazujemo blizu horizonta, čeprav za rdečo barvo ni posebne preference. Vendar sistematično rdečenje zvezdine svetlobe povzroča absorpcija in sipanje delcev v atmosferi, popolnoma analogno rdečenju Sonca pri Sončnem vzhodu in zahodu. Ker so delci, ki povzročajo rdečenje v Zemljini atmosferi, različni (praviloma veliko manjši) od tistih, ki povzročajo rdečenje v medzvezdni snovi, je veliko manj bledenja v zvezdni svetlobi in v primeru Sirija je lahko sprememba barve vidna brez pomoči teleskopa. Mogoče obstajajo kulturni razlogi, ki pojasnjujejo, zakaj bi nekateri antični opazovalci morda raje beležili barvo Sirija v času, ko je bil nizko na nebu (in je tako izgledal rdeče). V več sredozemskih kulturah je za lokalno vidnost Sirija pri zvezdnem dvigovanju in nameščanju (ko je izgledala bodisi svetlo in jasno, bodisi medlo) veljalo, da ima astrološki pomen in je bila tako predmet sistematičnega opazovanja ter intenzivnega zanimanja. Sirij je bil tako, bolj kot katerakoli druga zvezda, opazovan in beležen takrat, ko je bil blizu obzorju. Druge sodobne kulture, kot je Kitajska, nimajo te tradicije in beležijo Sirij samo kot belega.

## Opazovanje
Z navideznim sijem -1,46 je Sirij najsvetlejša zvezda na nočnem nebu, skoraj dvakrat tako svetla kot druga najsvetlejša zvezda, Kanop. Z Zemlje Sirij vedno izgleda bolj medel od Jupitra in Venere, včasih pa je tudi bolj medel od Merkurja in Marsa. Sirij je viden od skoraj povsod na Zemlji, razen zemljepisnih širin severno od 73° N in se, gledano z nekaterih severnih mest, ne dvigne zelo visoko (iz Sankt Peterburga dosega samo 13° nad horizontom). Zaradi svoje deklinacije okrog 17° je Sirij cirkumpolarno nebesno telo s širin južno od 73° S. Z južne poloble je v začetku julija Sirij viden tako zvečer, ko se dvigne za Soncem, kot tudi zjutraj, ko se dvigne pred Soncem. Skupaj s Prokijonom in Betelgezo Sirij tvori enega od treh presečišč Zimskega trikotnika za opazovalce na Severni polobli.
Sirij lahko pod pravilnimi pogoji opazujemo pri dnevni svetlobi s prostim očesom. Idealno mora biti nebo zelo jasno, opazovalec pa na visoki višini, pri čemer gre zvezda nad glavo, Sonce pa je nizko na obzorju. Te pogoje je najlažje izpolniti v času sončnega zahoda marca in aprila ter v času sončnega vzhoda septembra in oktobra. Opazovalni pogoji so zaradi južne deklinacije Sirija ugodnejši na južni polobli.
Orbitalno gibanje Sirijevega binarnega sistema pripelje dve zvezdi na minimalno kotno ločitev 3 kotne sekunde in maksimum 11 kotnih sekund. Na najbližjem položaju je ločiti belo pritlikavko od njenega svetlejšega spremljevalca opazovalni izziv, ki zahteva teleskop z vsaj 300-mm zaslonko in odlične vidne pogoje. Po periapsidi iz leta 1994 se je par ločil, zaradi česar ju je bilo s teleskopom lažje razlikovati. Apoapsida se je zgodila leta 2019, toda z Zemljinega vidika se je največja opazovalna ločitev zgodila leta 2023 s kotno ločitvijo 11,333″.
Na razdalji 2,6 parseka (8,6 svetlobnega leta) vsebuje Sirijev sistem dve od osmih najbližjih zvezd Soncu in je peti najbližji zvezdni sistem Soncu. Ta bližina je glavni razlog za njegovo svetlost, podobno kot za druge bližnje zvezde, kot so Alfa Kentavra, Prokijon in Vega, za razliko od oddaljenih zelo svetlih nadorjakinj, kot so Kanop, Rigel ali Betelgeza (čeprav bi bil Kanop lahko svetla orjakinja). Še vedno je okrog 25-krat svetlejši od Sonca. Najbližja velika zvezda v soseščini Sirija je Prokijon, 1,61 parseka (5,24 svetlobnega leta) stran. Vesoljska sonda Voyager 2, izstreljena leta 1977 za preučevanje štirih planetov orjakov Sončnega sistema, naj bi se približala Siriju čez približno 296.000 let na razdaljo 4,3 svetlobnega leta.

## Zvezdni sistem
Sirij je binarni zvezdni sistem, ki ga sestavljata dve beli zvezdi, ki sta v orbiti druga druge in sta ločeni 20 astronomskih enot (približno razdalja med Soncem in Uranom) ter s periodo 50,1 leta. Svetlejši sestavni del, imenovan Sirij A, je zvezda glavnega niza spektralnega tipa zgodnjega A z ocenjeno površinsko temperaturo 9940 K. Njegov spremljevalec, Sirij B, je zvezda, ki se je že razvila stran od glavnega niza in je postala bela pritlikavka. Sirij B je trenutno 10.000-krat manj svetel v vidnem spektru, vendar je bil nekoč bolj masiven od njiju. Starost sistema se ocenjuje na 230 miliijonov let. Domneva se, da sta zgodaj v njunem življenju bili dve modrobeli zvezdi v eliptični orbiti med seboj s periodo 9,1 leta. Sistem po meritvah vesoljskega observatorija IRAS oddaja več infrardečega sevanja, kot je pričakovano. To bi bil lahko znak praha v sistemu, kar velja za nekoliko neobičajno za binarno zvezdo. Slike observatorija Chandra X-ray so pokazale, da je Sirij B močnejši vir rentgenskih žarkov od svojega spremljevalca.
Leta 2015 so Arthur Vigan in sodelavci uporabili VLT Survey Telescope za iskanje dokazov o podzvezdnih spremljevalcih in jim je uspelo ovreči prisotnost planetov orjakov 11-krat večjih od Jupitra na razdalji 0,5 astronomske enote od Sirija A, 6–7-krat mase Jupitra na razdalji 1–2 astronomskih enot in do 4-kratne velikosti Jupitra na razdalji 10 astronomskih enot. Podobno niso odkrili nobenih spremljevalcev okrog Sirija B tudi Miles Lucas in sodelavci.

### Sirij A
Sirij A, znan tudi kot Pasja zvezda, ima maso 2,063 Sončeve mase. Polmer zvezde je izmeril astronomski interferometer, ki je podal oceno oglatega polmera 5,936±0,016 mili kotnih sekund. Projicirana rotacijska hitrost je s 16 km/s razmeroma nizka, kar ne proizvaja značilne sploščitve njegovega diska. To se značilno razlikuje od Vege, zvezde podobne velikosti, ki rotira veliko hitreje pri 274 km/s in ima močno izbolklino okrog svojega ekvatorja. Na površini Sirija A je bilo zaznano šibko magnetno polje.
Zvezdni modeli kažejo na to, da je bil zvezda oblikovana v času sesedanja molekularnega oblaka in da so bile po 10 milijonih let jedrske reakcije v celoti odgovorne za njeno notranje generiranje energije. Jedro je postalo konvektivno in je za ustvarjanje energije uporabljalo CNO cikel. Izračunano je, da bo Sirij A v celoti izčrpal zalogo vodika v svojem jedru milijardo let po svojem nastanku in se bo nato razvil stran od glavnega niza. Prešel bo stopnjo rdeče orjakinje in na koncu postal bela pritlikavka.
Sirij A je opredeljen kot zvezda tipa Am, saj spekter kaže globoke kovinske absorpcijske črte, kar kaže na okrepitev njegovih površinskih plasti z elementi, ki so težji od helija, kot je železo. Spektralni tip naj bi bil A0mA1 Va, kar kaže, da bi bil klasificiran kot A1 po vodikovih in helijevih črtah, vendar A0 po kovinskih črtah, zaradi katerih je v isti skupini z zvezdami tipa Am. V primerjavi s Soncem je razmerje železa v atmosferi Sirija A glede na vodik podano z {\displaystyle \textstyle \ \left[{\frac {{\ce {Fe}}}{{\ce {H}}}}\right]=0,5\ ,} kar pomeni, da  je železo 316 % bolj v izobilju kot v Sončevi atmosferi. Visoka površinska vsebnost kovinskih elementov je v celotni zvezdi malo verjetna; namesto tega se železo in težke kovine dvigajo proti površju zaradi sevanja.

### Sirij B
Sirij B (včasih imenovan »Psiček«) je ena najmasivnejših znanih belih pritlikavk. Z maso 1,02 Sončeve je skoraj dvakrat večja od povprečja 0,5–0,6. Ta masa je stisnjena na prostornino približno enako Zemljini. Trenutna površinska temperatura je 25.200 K. Sirij se bo postopoma ohlajal, saj nima notranjega vira toplote, preostala toplota pa bo približno v naslednjih dveh milijardah let izsevala v vesolje.
Bela pritlikavka nastane, ko se zvezda razvije z glavnega niza in nato prečka stopnjo rdeče orjakinje. To se je zgodilo, ko je bil Sirij B star manj kot polovico svoje trenutne starosti, pred okrog 120 milijoni let. Prvotna zvezda je imela po ocenah maso petih Sonc in je bila zvezda tipa B (najverjetneje B5V za pet M☉), ko je bila še vedno na glavnem nizu, potencialno sijoča okrog 600–1200-krat bolj od Sonca. Ko je prečkal stopnjo rdeče orjakinje, je Sirij B mogoče obogatil kovinskost svojega spremljevalca, kar bi lahko pojasnilo zelo veliko kovinskost Sirija A.
Ta zvezda je sestavljena predvsem iz mešanice ogljika in kisika, ki je bila ustvarjena s helijevo fuzijo v zvezdi prednici. To je prekrito z ovojnico lažjih elementov, z materiali, ločenimi po masi zaradi visoke površinske gravitacije. Zunanja atmosfera Sirija B je skoraj čisti vodik — element z najnižjo maso — in v njegovem spektru ni vidnih nobenih drugih elementov.
Čeprav Sirij A in B sestavljata binarni sistem, ki spominja na tiste, ki lahko prestanejo supernovo tipa Ia, velja za ti dve zvezdi, da sta predaleč narazen, da bi se to zgodilo, tudi če se Sirij A poveča v rdečo orjakinjo. Nove bi bile po drugi strani lahko možne.

### Navidezna tretja zvezda
Od leta 1894 so domnevno opazovali nepravilnosti v orbiti Sirija A in B z očitno periodičnostjo 6–6,4 let. Študija iz leta 1995 je zaključila, da takšen spremljevalec verjetno obstaja in ima maso približno 0,05 Sončeve – majhna rdeča pritlikavka ali velika rjava pritlikavka z navideznim sijem več kot 15 in manj kot 3 kotne sekunde od Sirija A.
Leta 2017 so bolj natančna astrometrična opazovanja Hubblovega vesoljskega teleskopa izključila obstoj Sirija C z zvezdno maso, vendar še vedno dopuščala možnost kandidata s podzvezdno maso, kot je manj masivna rjava pritlikavka. Študija iz leta 1995 je napovedala astrometrično gibanje okrog 90 mili kotnih sekund (0,09 kotne sekunde), vendar Hubble ni uspel odkriti nobenih anomalij lokacije do natančnosti 5 mili kotnih sekund (0,005 kotne sekunde). To je izključilo možnost objekta v orbiti Sirija A z maso, večjo od 0,033 Sončeve (35 Jupitrovih mas) s periodo 0,5 leta in 0,014 (15 Jupitrovih mas) s periodo 2 leti. Ta študija je uspela izključiti tudi možnost obstoja kakšnih spremljevalcev Sirija B z maso, večjo od 0,024 Sončeve (25 Jupitrovih mas) v orbiti s periodo 0,5 leta in 0,0095 (10 Jupitrovih mas) s periodo 1,8 leta. Tako skoraj gotovo v Sirijevem sistemu ni dodatnih teles, večjih od majhne rjave pritlikavke ali velikega eksoplaneta.

### Članstvo v zvezdni kopici
Ejnar Hertzsprung je leta 1909 na podlagi njegovih opazovanj gibanj sistema čez nebo prvi predlagal, da je Sirij član premične skupine Ursa Major. Skupina Ursa Major je zbirka 220 zvezd, ki si delijo skupno gibanje v vesolju. Nekoč je bila članica odprte zvezdne kopice, vendar je od takrat postala gravitacijsko ločena od kopice. Analize v letih 2003 in 2005 so pokazale, da je Sirijevo članstvo v kopici vprašljivo: skupina Ursa Major ima ocenjeno starost 500 ± 100 milijonov let, Sirij pa ima, s kovinskostjo podobno Soncu, starost komaj polovico tega in je zato premlad, da bi spadal v to skupino. Namesto tega bi bil Sirij lahko član predlagane Sirijeve superkopice, skupaj z drugimi raztresenimi zvezdami, kot so Beta Aurigae, Alpha Coronae Borealis, Beta Crateris, Beta Eridani in Beta Serpentis. To bi bila ena od treh velikih kopic na razdalji 500 svetlobnih let od Sonca. Drugi dve sta Hijade in Plejade in vsaka od teh kopic vsebuje na stotine zvezd.

### Oddaljena zvezdna kopica
Leta 2017 je bila odkrita masivna zvezdna kopica vsega 10 kotnih minut od Sirija, s čimer sta se dve pojavili vizualno blizu ena drugi z gledišča na Zemlji. To je bilo odkrito med statistično analizo podatkov vesoljske sonde Gaia. Kopica je več kot tisočkrat dlje od nas kot Sirijev zvezdni sistem, toda zaradi svoje velikosti ima še vedno navidezno magnitudo 8,3.

## Etimologija
Lastno ime »Sirij« izhaja iz latinske besede Sīrius, iz stare grščine Σείριος (Seirios, »bleščeč« ali »žgoč«). Grška beseda bi bila lahko prevzeta od drugje pred arhaičnim obdobjem, en strokovnjak predlaga povezavo z egipčanskim bogom Ozirisom. Najzgodnejša zabeležena uporaba imena sega v 7. stoletje pred našim štetjem v Heziodovem poetičnem delu Dela in dnevi. Leta 2016 je Mednarodna astronomska zveza (IAU) organizirala Delovno skupino za zvezdna imena (WGSN) za katalogiziranje in standardiziranje pravih imen za zvezde. Prvi zbornik WGSN iz julija 2016 vključuje tabelo prvih dveh skupin imen, ki jih je potrdila WGSN, ki vključuje Sirij za zvezdo α Canis Majoris A. Zdaj je vnesena v Katalog zvezdnih imen IAU.
Sirij nosi več kot 50 oznak in imen. V eseju Geoffreyja Chaucerja Razprava o astrolabu nosi ime Alhabor in je označen z glavo lovskega psa. To ime uporabljajo številni srednjeveški astrolabi iz Zahodne Evrope. V sanskrtu je znan kot Mrgavyadha – »lovec na jelene«, ali Lubdhaka – »lovec«. Kot Mrgavyadha zvezda predstavlja Rudro (Šivo). V malajalamščini je zvezda znana kot Makarajyoti in ima verski pomen za romarsko središče Sabarimala. V Skandinaviji je zvezda znana kot Lokabrenna (»gorenje Lokija«, ali »Lokijeva bakla«). V srednjeveški astrologiji je bil Sirij Behenska fiksna zvezda, povezana z berilom in brinom. Njegov astrološki simbol  je zabeležil Heinrich Cornelius Agrippa.

## Kulturni pomen
Veliko kultur je zgodovinsko Siriju pripisovalo poseben pomen, zlasti v povezavi s psom. Pogovorno je pogosto znan kot »Pasja zvezda«, kot najsvetlejša zvezda ozvezdja »Veliki pes«. V klasičnih virih je bil upodobljen kot Orionov pes. Stari Grki so verjeli, da Sirijevo izžarevanje negativno vpliva na pse, zaradi česar naj bi se med »pasjimi dnevi«, najbolj vročimi dnevi poletja, vedli nenormalno. Rimljani so te dneve poznali kot dies caniculares, zvezda Sirij pa je bila znana kot Canicula, »mali pes«. Prekomerno sopenje psov v vročem vremenu naj bi jih ogrožalo zaradi izsušitve in bolezni. V skrajnem primeru bi imel lahko penast pes steklino, kar bi lahko ob ugrizu okužilo in ubilo ljudi. Homer opisuje v Iliadi približevanje Ahila proti Troji s temi besedami:
Sirij se dvigne pozno na nočnem, tekočem nebu

v poletnih nočeh, zvezda zvezd,

imenujejo ga Orionov pes, najsvetlejši

od vseh, vendar hudoben znak, nesoč vročino

in vročice trpečemu človeštvu.
V malo omenjanem grškem mitu se zvezdni bog, ki ga pooseblja Sirij, zaljubi v boginjo rodnosti Oporo, vendar je ne more imeti. Tako začne vroče goreti, da ljudje, ki molijo k bogovom, trpijo. Bog severnega vetra Borej reši težavo tako, da ukaže svojim sinovom, naj Oporo privedejo k Siriju, medtem ko sam hladi zemljo s svojim mrzlim vetrom.
V iranski mitologiji, zlasti v perzijski mitologiji in zaratustrstvu, starodavni veri Perzije, se Sirij pojavlja kot Tištrija in je spoštovan kot božanstvo ustvarjanja dežja (Tištar v novoperzijski poeziji). Poleg odlomkov v svetih besedilih Avesta, izrazu Tištrija v avestanskem jeziku sledi različica Tir v srednji in novi perzijščini in je tudi prikazan v perzijskem epu Šahname Firduzija. Zaradi koncepta jazatas, moči, ki so »vredne čaščenja«, je Tištrija božanstvo dežja in rodnosti in je antagonist apaoša, demona suše. V tem boju se Tištrija prikazuje kot beli konj.
V kitajski astronomiji je Sirij znan kot zvezda »nebesnega volka« (Predloga:CJKV kitajska romanizacija: Tiānláng; japonska romanizacija: Tenrō; korejsko in romanizacija: 천랑 /Cheonrang) v Vodnjaku (井宿). Veliko domorodnih ljudstev Severne Amerike prav tako povezuje Sirij s psi; ljudstvi Seri in Tohono Oʼodham z jugozahoda obravnavata zvezdo kot psa, ki sledi gorskemu pastirju, medtem kot ga ljudstvo Blackfoot imenuje »Pasji obraz«. Čerokezi so Sirij povezovali z Antaresom kot pes-zvezdni skrbnik kateregakoli konca »Poti duš«. Ljudstvo Pawnee iz Nebraske ima več asociacij; Volčje (Skidi) pleme ga je poznalo kot »Volčja zvezda«, medtem ko so ga druge veje poznale kot »Kojotovo zvezdo«. Bolj severno so ga Inuiti iz aljaškega Beringovega preliva imenovali »Lunin pes«.
Več kultur je zvezdo povezovalo z lokom in puščicami. Stari Kitajci so vizualizirali velik lok in puščico čez severno nebo, ki sta ju tvorili ozvezdji Krma in Veliki pes. V tem je bila konica puščice usmerjena v volka Sirija. Podobna povezava je prikazana v templju Hator v Denderi, kjer boginja Satet potegne svojo puščico k Hator (Sirij). Zvezda je znana kot »Tir« in je bila v poznejši perzijski kulturi prikazana kot sama puščica.
V Koranu je Sirij je omenjen v suri Zvezda, kjer se imenuje الشِّعْرَى (prečrkovanje: aš-ši'rā ali aš-šira; vodja). Verz je »وأنَّهُ هُوَ رَبُّ الشِّعْرَى«, »Da je on gospod Sirija (Mogočna zvezda).« (An-Najm:49) Ibn Katir je dejal v svojem komentarju »da je svetla zvezda, poimenovana Mirzam Al-Jawza' (Sirij), ki jo je skupina Arabcev častila«. Alternativno ime Aschere, ki ga je uporabil Johann Bayer, izhaja iz tega.
V teozofiji velja, da »Sedem zvezd Plejad« pošilja duhovno energijo Sedmih žarkov z Galaktičnega logosa Sedmim zvezdam Velikega medveda in nato proti Siriju. Od tam je poslana preko Sonca bogu Zemlje (Sanat Kumara) in na koncu preko gospodarjev sedmih žarkov človeštvu.
Polnočna kulminacija Sirija na severni polobli se ujame z začetkom novega leta gregorijanskega koledarja v času desetletij okrog leta 2000. Tekom let se je polnočna kulminacija počasi premikala zaradi kombinacije zvezdinega lastnega gibanja in precesije enakonočij. V času uvedbe gregorijanskega koledarja leta 1582 se je, pod predpostavko stalnega gibanja, kulminacija zgodila 17 minut pred polnočjo na novo leto. Po Richardu Hinckleyju Allenu so polnočno kulminacijo praznovali v Demetrovem templju v Elevziju.

### Dogoni
Dogoni so etnična skupina iz Malija v Zahodni Afriki, za katere nekateri raziskovalci poročajo, da imajo tradicionalno astronomsko znanje o Siriju, ki naj bi bilo nemogoče brez uporabe teleskopov. Po Marcelu Griaulu so že pred zahodnimi astronomi vedeli za petdesetletno orbitalno periodo Sirija in njegovega spremljevalca.
O veljavnosti Griaulovega in Dieterleinovega dela so bili izraženi dvomi. Leta 1991 je antropolog Walter van Beek o Dogonih zaključil, da »Čeprav govorijo o sigu tolo [kar je po Griaulu ime Dogonov za Sirij], se med sabo sploh ne strinjajo, katera zvezda to je; za nekatere je to nevidna zvezda, ki bi se morala dvigniti in napovedati sigu [praznovanje], za druge je to Venera, ki se, čeprav z drugačnega položaja, pojavi kot sigu tolo. Vsi pa se strinjajo, da so za zvezdo izvedeli od Griaula.« Po Noahu Broschu se leta 1893, ko je francoska odprava prispela v Centralno zahodno Afriko, da bi 16. aprila opazovala popolni mrk, kulturni prenos razmeroma sodobnih astronomskih informacij ni mogel zgoditi.

### Sererska vera
V religiji Sererov iz Senegala, Gambije in Mavretanije se Sirij imenuje Junir iz sererskega jezika (in za nekatere govorce canginskih jezikov, ki so etnično Sereri). Zvezda Sirij je ena najpomembnejših in svetih zvezd v sererski verski kozmologiji in simbolizmu. Sererski visoki svečeniki in svečenice (Saltigue, dedni »svečeniki dežja«) prikazujejo Junir kot napovedovalca dežja, ki omogoča sererskim kmetom, da začnejo sejati. Po sererski verski kozmologiji je simbol vesolja.

### Sodobni pomen
Sirij se nahaja na grbu Univerze Macquarie, njegovo ime pa je ime revije njenih alumnov. Sedem ladij Kraljeve vojne mornarice se je od 18. stoletja imenovalo HMS Sirius, od katerih je bila prva HMS Sirius (1786), poveljniška ladja Prve flote v Avstraliji leta 1788. Kraljeva avstralska vojna mornarica je v čast poveljniške ladje pozneje poimenovala HMAS Sirius. Med ameriškimi ladjami sta USNS Sirius in model enokrilnika Lockheed Sirius, od katerih je prvega pilotiral Charles Lindbergh. Ime so prevzeli tudi pri Mitsubishi Motors kot Mitsubishi Sirius motor leta 1980. Novembra 1999 so spremenili ime severnoameriškega satelitskega radija iz CD radija v Sirius Satellite Radio, tako da je bil poimenovan po »najsvetlejši zvezdi na nočnem nebu«. Sirij je ena od 27 zvezd na zastavi Brazilije, kjer predstavlja zvezno državo Mato Grosso.
Skladatelj Karlheinz Stockhausen, ki je napisal skladbo Sirius, naj bi večkrat trdil, da prihaja s planeta v sistemu Sirija. Za Stockhausena je Sirij pomenil »mesto, kjer je glasba najvišja od vibracij« in kjer se glasba razvija na najpopolnejši način.
Sirij je bil predmet poezije. Med drugim zvezdo omenjata Dante in John Milton, je pa tudi »močna zahodna padla zvezda« iz Whitmanove pesmi »When Lilacs Last in the Dooryard Bloom'd«, medtem ko Tennysonova pesem »Princess« opisuje zvezdino scintilacijo:
...goreči Sirij spremeni barvo

in prereka se v rdečo in smaragdno.
V 90. letih je več članov okultne skupine »Red sončnega templja« izvedlo množični umor in samomor s ciljem, da bi zapustili svoja telesa in duhovno prešli na Sirij. V umorih in samomorih je umrlo skupno 74 ljudi.